# Familiar to Millions
Familiar to Millions es un álbum en vivo hecho por Oasis del concierto en el Estadio de Wembley, que fue realizado el 21 de julio de 2000 a excepción de la pista Helter Skelter que fue grabada en el Riverside Theater, Milwaukee, Estados Unidos. Está disponible en seis formatos: DVD, VHS, Doble CD, Doble Casete, Triple vinilo y MiniDisc

## Lista de canciones
| N.º | Título                            | Escritor(es)                      | Duración |  |
| 1.  | «"Fuckin' in the Bushes (intro)"» | Noel Gallagher                    | 3:02     |  |
| 2.  | «Go Let It Out»                   | N. Gallagher                      | 5:29     |  |
| 3.  | «Who Feels Love?»                 | N. Gallagher                      | 6:02     |  |
| 4.  | «Supersonic»                      | N. Gallagher                      | 4:31     |  |
| 5.  | «Shakermaker»                     | N. Gallagher                      | 5:13     |  |
| 6.  | «Acquiesce»                       | N. Gallagher                      | 4:17     |  |
| 7.  | «Step Out»                        | Crosby / Gallagher / Moy / Wonder | 3:52     |  |
| 8.  | «Gas Panic!»                      | N. Gallagher                      | 8:15     |  |
| 9.  | «Roll with It»                    | N. Gallagher                      | 4:43     |  |
| 10. | «Stand by Me»                     | N. Gallagher                      | 5:48     |  |
| 11. | «Wonderwall»                      | N. Gallagher                      | 4:43     |  |
| 12. | «Cigarettes & Alcohol»            | N. Gallagher                      | 6:55     |  |
| 13. | «Don't Look Back in Anger»        | N. Gallagher                      | 5:27     |  |
| 14. | «Live Forever»                    | N. Gallagher                      | 5:07     |  |
| 15. | «Hey Hey, My My»                  | Young                             | 3:45     |  |
| 16. | «Champagne Supernova»             | N. Gallagher                      | 6:36     |  |
| 17. | «Rock 'n' Roll Star»              | N. Gallagher                      | 7:23     |  |
| 18. | «Helter Skelter»                  | Lennon/McCartney                  | 6:30     |  |

- Datos: Q1395129